# Kondratice
Kondratice (Duits: Kondratitz) is een Tsjechische plaats in de gemeente Popovice, regio Midden-Bohemen, en maakt deel uit van het district Benešov. Het dorp ligt op 1,5 kilometer afstand van Popovice.
Kondratice telt 6 inwoners (2021).

## Geschiedenis
De eerste schriftelijke vermelding van het dorp dateert van 1400.
Sinds 1960 is Kondratice volledig ondergebracht bij het district Benešov.

## Verkeer en vervoer

### Autowegen
Er leidt een regionale weg naar het dorp.

### Spoorlijnen
Er is geen station in Kondratice. Het dichtstbijzijnde station is in Olbramovice, op zo'n 11,5 kilometer afstand. Dat station ligt aan spoorlijn 220 van Praag naar Tábor en České Budějovice. Ook begint hier spoorlijn 223 naar Sedlčany.
Spoorlijn 220 is dubbelsporig en maakt deel uit van het Europese spoorsysteem. Tussen 2010 en 2013 werd de lijn grondig gemoderniseerd, waarbij sommige gedeelten verplaatst werden, om zo een minder bochtig tracé te creëren.

### Buslijnen
Er is één bushalte vlak bij het dorp:
| Halte                         | Lijn(en) | Traject(en)                       | Vervoerder(s) |
| ----------------------------- | -------- | --------------------------------- | ------------- |
| Popovice, Kondratice, Rozchod | 553 758  | Benešov - Jankov Benešov - Vlašim | CŠAD Benešov  |

## Galerij

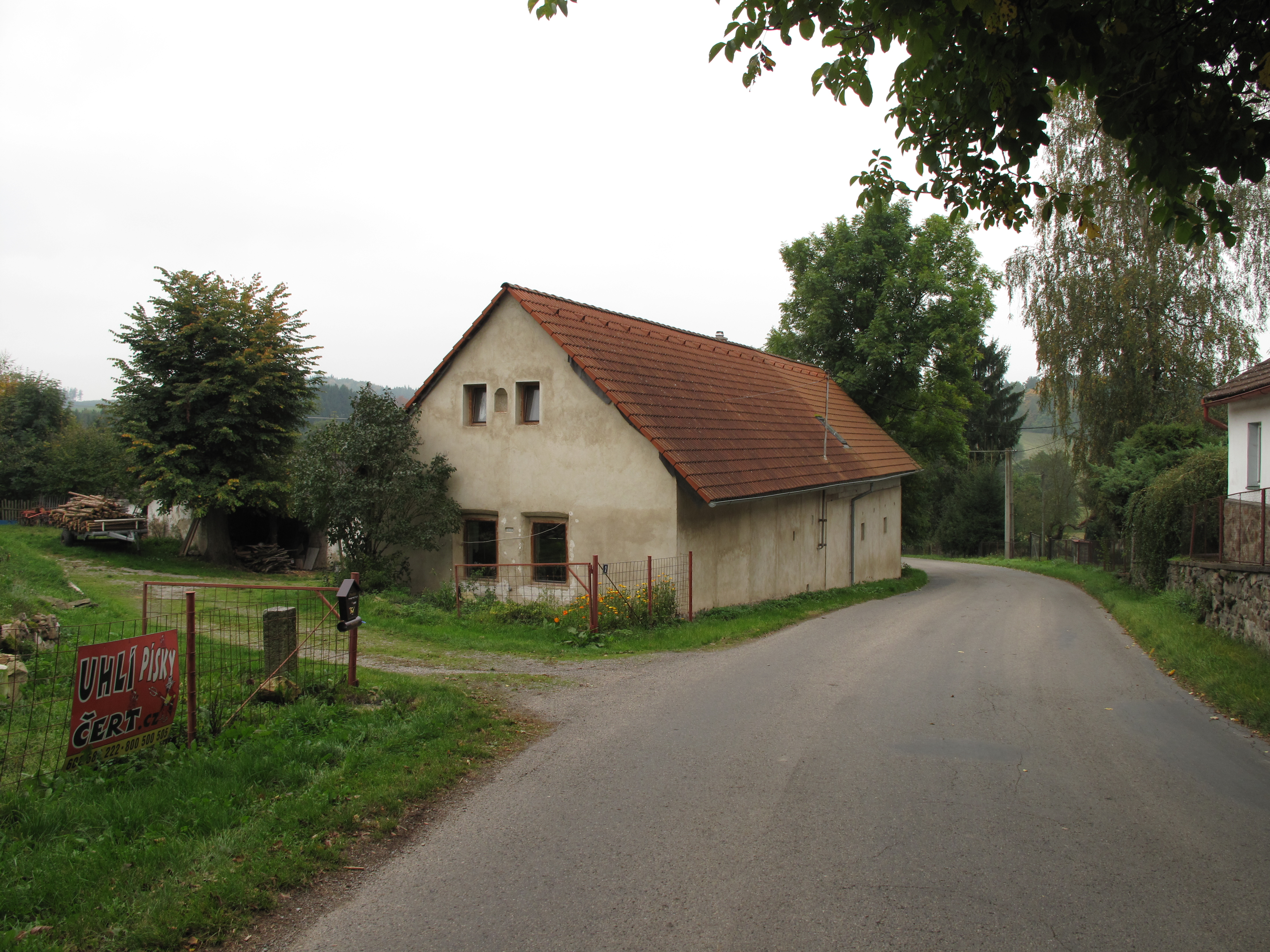
Huis in het dorp (2014)
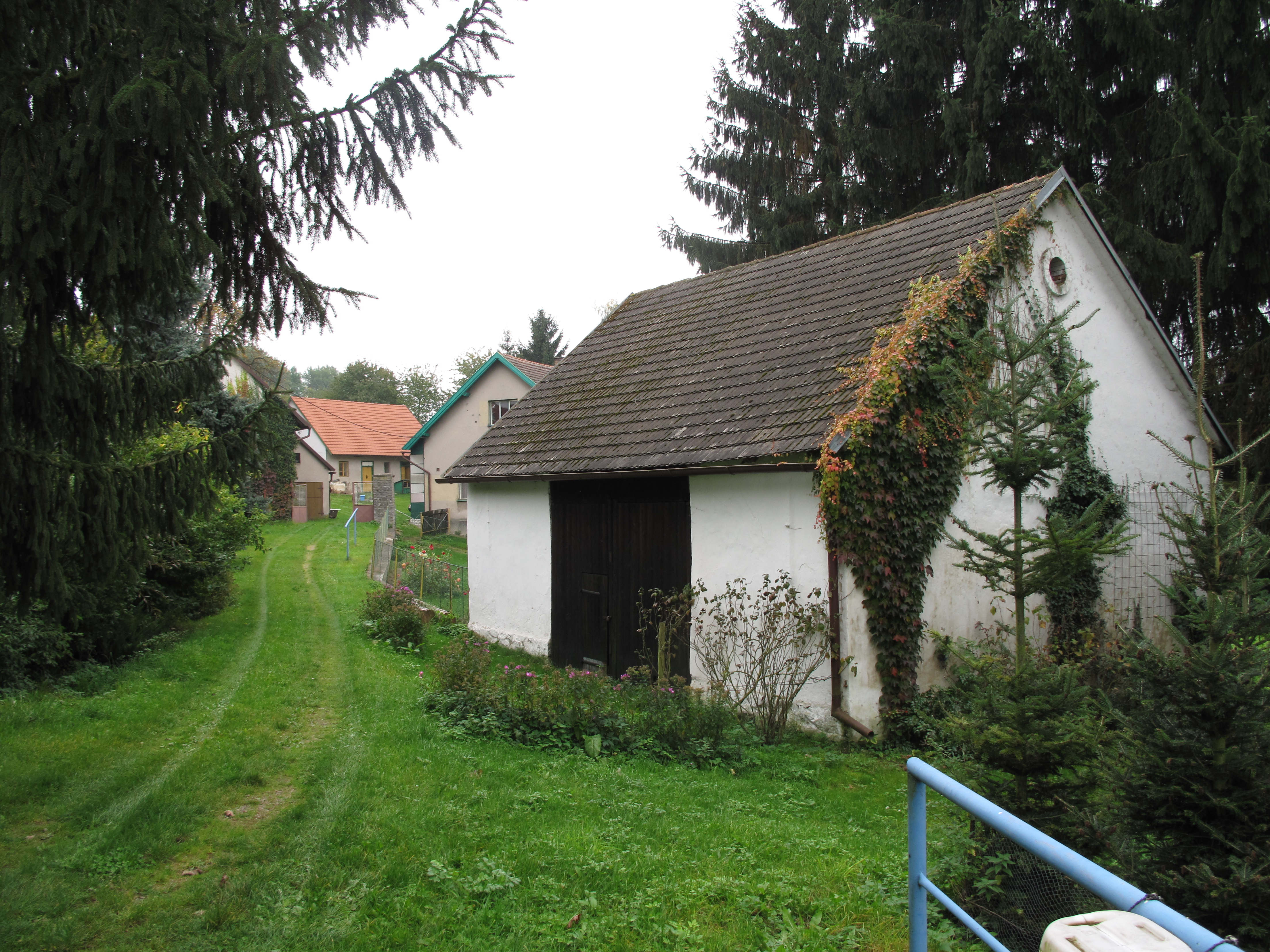
Oude boerderijschuur (2014)